# أ.ل. سنايدر
أ.ل. سنايدر هو الاسم المستعار لـ بيتر كورنيليس مولر (24 سبتمبر 1937 - 7 يونيو 2021)، هو كاتب هولندي. لقد كان مبتكر نوع أدبي جديد يسمى قصة قصيرة جدًا.
توفي أ.ل. سنايدر في 7 يونيو 2021، عن عمر يناهز 83 عامًا